# Leandro Branco
Leandro dos Santos Branco, mais conhecido como Leandro Branco (Lages, 2 de junho de 1983), é um ex-futebolista brasileiro que atuava como atacante.

## Carreira
Leandro Branco passou a maior parte de sua carreira em Santa Catarina seu estado natal, atuando por Chapecoense, Marcílio Dias,aonde foi vice artilheiro do Catarinense de 2005 com 8 gols, Atlético de Ibirama em 14 jogos marcou 11 gols, Juventus de Jaraguá em jaraguá Leandro marcou 9 gols, Criciúma foram 7 gols e Metropolitano. 
Tem passagens também pelo Ituano foram 5 jogos pela copa paulista e 3 gols e pelo clube português Vitória de Setúbal,.
Leandro foi campeão da taça da liga invicto e ajudou o clube luso classificar para taça da UEFA ficando em 5 lugar no campeonato português. 
Voltou à Santa Catarina, ainda no mesmo ano, para atuar no Criciúma vestindo a camisa do Tigre Leandro Branco marcou 7 gols sendo o goleador da equipe no catarinense 2010.
No ano de 2010, atuando pelo Marcílio Dias, sagrou-se Campeão Catarinense da Divisão Especial anotando 5 gols. 
No final do ano, anunciou sua transferência para o Olympique Khouribga do Marrocos para a temporada seguinte, mas Leandro voltou atrás após uma renegociação com o Marcílio.
No segundo turno do Campeonato Catarinense de 2011,O capitao e titular absoluto Leandro Branco foi dispensado pelo Marcílio . 
Alguns dias depois de sua dispensa do time de Itajaí, mais precisamente em 31 de março, Leandro foi anunciado como o novo reforço do Confiança para sequência do Campeonato Sergipano. Leandro fez 4 jogos e marcou 1 gol com a camisa do Dragão.
No início de julho de 2011, sem calendário para o segundo semestre o Confiança dispensou vários jogadores, entre eles Leandro Branco, que foi contratado pelo Atlético Tubarão para a disputa da Divisão Especial do Catarinense. No dia 16 de janeiro de 2012, fechou com o Brasil de Farroupilha. Depois disso retornou ao Tubarão para a disputa da Divisão Especial do Catarinense de 2012.
Em 2013 vestindo a camisa do Águia Negra Leandro Branco foi destaque da equipe na competição e de quebra artilheiro do time de Rio Brilhante com 6 gols anotados.

## Títulos
Vitória de Setúbal
- Taça da Liga - 2007/2008

Marcílio Dias
- Campeonato Catarinense da Divisão Especial - 2010, 2013

Inter de Lages
- Campeonato Catarinense - Série B: 2014